# Опришківська вулиця (Київ)
Опри́шківська ву́лиця — вулиця в Дніпровському районі міста Києва, місцевість ДВРЗ. Пролягає від вулиці Олекси Довбуша до Літинської вулиці. 
Прилучаються вулиці Василя Вишиваного, Макаренка, Енергодарська, Рогозівська, Остерська, Винахідників, провулки Макаренка, Остерський, Томаківський, Слюсарний, Винахідників, Гіллястий та Скадовський.

## Історія
Вулиця виникла в 1950-ті роки під назвою 615-та Нова вулиця. З 1953 року мала назву Новоросійська, на честь російського міста Новоросійська.
Сучасна назва — з 2018 року.